# 楚破越
楚破越，又称楚灭越之战，是指楚国击败越国，夺取浙江（今钱塘江）以西地区的历史事件。
越国伐田齐，齐宣王派人劝说伐齐不如伐楚之利，越国遂伐楚国。楚怀王大败越国，乘胜尽取吴国故地，东至于浙江。越国分崩离析，诸公族争立，或为王，或为君，滨于海上，朝服于楚。《资治通鉴》认为楚破越发生在前334年（楚威王六年，越王无彊九年），但杨宽在《战国史》中考证，认为此事发生在前306年（楚怀王二十三年）。